# Джамараули, Гоча
Го́ча Джамарау́ли (груз. გოჩა ჯამარაული; 23 июля 1971, Гардабани, Грузинская ССР, СССР) — грузинский футболист.

## Биография

### Клубная карьера
Начал профессиональную карьеру в клубе «Динамо» из Тбилиси, тогда команда называлась «Иберия». В команде стал основным игроком, также играл в качестве капитана. В 1996 году выступал за российскую «Аланию». После играл за турецкий «Трабзонспор», в команде провёл 27 матчей и забил 3 гола.
С 1998 года по 2002 год выступал в Швейцарии за клуб «Цюрих», в команде стал основным игроком. Также выступал на правах аренды за «Люцерн». По истечении контракта Джамараули мог перейти в немецкий «Фрайбург» или шотландский «Данди Юнайтед».
Летом 2002 года перешёл в донецкий «Металлург», подписав трёхлетний контракт. В чемпионате Украины дебютировал 17 августа 2002 года в матче против харьковского «Металлиста» (0:3). Спустя несколько недель после пребывания в Донецке Гоча стал капитаном. Вместе с командой дважды стал бронзовым призёром чемпионата Украины в сезонах 2002/03 и 2004/05.
Зимой 2005 года вернулся в тбилисское «Динамо». Летом 2005 года перешёл в кипрский «Анортосис». Но вскоре завершил игровую карьеру.

### Карьера в сборной
В сборной Грузии провёл 62 матча и забил 6 голов. В команде также играл как капитан.

## Достижения
- Чемпион Грузии: 1990, 1991, 1992, 1993, 1994, 1995, 1996, 2006
- Обладатель Кубка Грузии: 1992, 1993, 1994, 1995, 1996
- Обладатель Кубка Швейцарии: 2000
- Бронзовый призёр чемпионата Украины: 2002/2003, 2004/05

## Личная жизнь
Жена Мэри, двое детей — сын Лука и дочь Медея.